# Pont de Tatara
Le pont de Tatara (多々羅大橋, Tatara Ōhashi) est un pont à haubans qui fait partie de la voie express Nishiseto, communément connue sous le nom de Shimanami kaidō (しまなみ海道) au Japon.
Le pont a une portée principale de 890 mètres et a détenu le record de portée pour les ponts à haubans de 1999 jusqu’au 30 juin 2008 où le pont de Sutong lui a ravi ce record avec 1 088 mètres, lui-même devancé ensuite par le pont de l'île Rousski en 2012.

## Histoire
Il était initialement prévu de réaliser un pont suspendu en 1973. Mais en 1989, le concept de pont à haubans a été préféré, avec une portée équivalente. Ce choix permettait d’éviter une grande excavation pour la réalisation des massifs d’ancrage du pont suspendu et diminuait un peu l’impact environnemental du pont.
La construction de l’ouvrage dura un peu plus de six ans et quelques mois, mais aucun accident ne fut à déplorer.

## Caractéristiques
La voie express Nishiseto est une suite de routes et de ponts faisant partie de l’une des trois routes du projet de pont Honshū-Shikoku  reliant les îles de Honshū et Shikoku à travers la mer intérieure de Seto au Japon. Le pont de Kurushima-Kaikyō est sur la même route.
Le pont qui fut ouvert le 1er mai 1999 comprend deux voies de circulation dans chaque sens. Comme tous les ponts de la voie express Nishiseto, des pistes supplémentaires dédiées aux cycles, aux motos et aux piétons existent sur ce pont, faisant du Shimanami Kaido un itinéraire de randonnée vélo très prisé au Japon. 
Les pylônes sont en acier et mesurent 220 mètres de hauteur, ils ont la forme d’un Y inversé.